# Thomas Ahrens
Thomas Ahrens (n. 27 mai 1948, Mölln, Bizone⁠(d), Germania) este un timonier german, medaliat olimpic. A participat la o ediție a Jocurilor Olimpice (1964) în care a câștigat o medalie de argint.

## Participări
Lista de mai jos prezintă principalele competiții la care a participat Thomas Ahrens de-a lungul carierei.
- rowing at the 1964 Summer Olympics – men's eight[*][3]